# 特羅亞努爾鄉
44°00′N 25°00′E / 44.000°N 25.000°E
特羅亞努爾鄉（羅馬尼亞語：Comuna Troianul, Teleorman），是羅馬尼亞的鄉份，位於該國南部，由特列奧爾曼縣負責管轄，處於布加勒斯特西南面100公里，每年平均降雨量955毫米，海拔高度97米，2007年人口3,326。